# Видинич, Благоя
Благо́я Види́нич (макед. Благоја Видиниќ, серб. Благоје Видинић / Blagoje Vidinić; 11 июня 1934, Скопье, Королевство Югославия — 29 декабря 2006, Страсбург, Франция) — югославский футболист, вратарь.

## Карьера

### Клубная
По национальности македонец. Воспитанник ФК «Вардар», там начинал свою карьеру. Позднее выступал за белградские клубы «Раднички» и ОФК. В 1966 году покинул страну и уехал в Швейцарию, где играл за «Сьон». Последующие три года жил в США и играл за клубы NASL. В 1969 году завершил карьеру игрока.

### В сборной
В сборной играл с 1956 по 1960 год — за это время выиграл золотую и серебряную медали Олимпиад, а также стал серебряным призёром чемпионата Европы 1960 года.

### Тренерская
В 1970 и 1974 годах на чемпионатах мира тренировал соответственно команды Марокко и Заира. С 1976 по 1979 годы был тренером Колумбии. Впоследствии работал в отделе фирмы «Adidas» в Северной и Латинской Америке. Скончался в 2006 году во французском Страсбурге.